# Hylaeus hula
Hylaeus hula är en biart som först beskrevs av Perkins 1911.  Hylaeus hula ingår i släktet citronbin, och familjen korttungebin. Inga underarter finns listade i Catalogue of Life.